# Nazionale femminile under 20 di calcio della Nuova Zelanda
La Nazionale Under-20 di calcio femminile della Nuova Zelanda è la rappresentativa calcistica femminile internazionale della Nuova Zelanda formata da giocatrici al di sotto dei 20 anni, gestita dalla Federazione calcistica della Nuova Zelanda (New Zealand Football - NZF).
Come membro dell'Oceania Football Confederation (OFC) partecipa al campionato oceaniano di categoria e al campionato mondiale FIFA Under-20.
Nella sua storia sportiva la formazione neozelandese Under-20 ha partecipato a nove edizioni del Mondiale, tutte tranne le prime due riservate a formazioni Under-19, conquistando come migliore piazzamento i quarti di finale nell'edizione di Canada 2014. Ha inoltre partecipato a nove edizioni del Campionato oceaniano, undici comprendendo anche le prime due riservate a formazioni Under-19, tutte tranne quella di Papua Nuova Guinea 2004 (U-19), ottenendo ininterrottamente il titolo di campione nell'edizione di Samoa 2006 a quella delle Figi 2023.

## Campionato mondiale Under-20
- 2002: Non qualificata (torneo Under-19)
- 2004: Non qualificata (torneo Under-19)
- 2006: Primo turno
- 2008: Primo turno
- 2010: Primo turno
- 2012: Primo turno
- 2014: Quarti di finale
- 2016: Primo turno
- 2018: Primo turno
- 2022: Primo turno
- 2024: Primo turno

## Campionato oceaniano Under-20
- 2002: Secondo posto  (torneo Under-19)
- 2004: Non qualificata (torneo Under-19)
- 2006: Campione
- 2010: Campione
- 2012: Campione
- 2014: Campione
- 2015: Campione
- 2017: Campione
- 2019: Campione
- 2023: Campione